# Mr. Freeman
Mr. Freeman (укр. Пан Вільна-людина) — російський анімаційний вебсеріал, головним протагоністом якого є загадковий "Mr. Freeman". Перший кліп вийшов 21 вересня 2009 року й серіал згодом завоював неабияку популярність в Інтернеті. У 2017 році ЗМІ повідомляли що з 35 мільйонами переглядів всіх серій в Youtube Mr.Freeman був другим, після Маші та Ведмедя найпопулярнішим серіалом Рунета (російськомовного інтернету). Серії представлені як монологи фіктивного персонажа "Mr. Freeman", який у псевдо-філософській формі критикує вади російського сучасного суспільства. 
Згодом 21 грудня 2012 року вийшло відеоінтерв'ю під назвою «00:00:00», де розкривався секрет творців проекту з анімаційної кіностудії "Toonbox". Творцями виявилися російські митці Павєл Мунтян (автор ідеї), Владімір Пономарьов (режисер), Анатолій Доброжан (автор текстів, сценарист) та Вадим Демчог (автор голосу, сценарист).
Оригінал серіалу поширюється в інтернеті на офіційному російськомовному каналі Youtube та також транслюється на російському телеканалі 2x2. Перший сезон з 19 серій транслювався з 21 вересня 2009 року по 16 серпня 2012 року. Показ другого сезону розпочався 3 травня 2014 року.
З 20 лютого 2018 року також доступний офіційний україномовний канал "Mr. Freeman". Українською мультсеріал озвучено на київській студії звукозапису MART Sound Production за участі компанії MOLA group. Українською голос Містера Фрімена озвучив актор Олександр Погребняк, режисером дубляжу та перекладачем виступила Лідія Громовенко.
Кожен епізод нумерується, але виходять вони не в хронологічному порядку.

## Про серіал
Серії мультфільму містять безліч різних «символів» і натяків, наприклад, Фрімен може поставати в образі, що містить стереотипні риси будь-яких конкретних особистостей, деяких соціальних груп (наприклад, при фразі «Я сам себе створив. Сам собі усе підпорядкував» Фрімен стоїть на п'єдесталі у шапці-трикутному капелюсі, тримаючи руку на рівні грудей, що викликає асоціації з Наполеоном I).
У серіях присутні також «25-ті кадри», які є елементами якогось більшого зображення. Крім того, незначні на перший погляд деталі, як, наприклад, цифри 21.12.12, у які перетворюється «кардіограма» у першій серії, є імовірною датою кінця світу за календарем Майя. Ці та багато інших деталей живлять безліч версій щодо особи Фрімена та його цілей.
15 квітня 2010 у Берліні на міжнародному конкурсі блогів theBOBS - Deutsche Welle Weblog Awards серія мультфільмів «Містер Фріман» був визнаний «Найкращим відеоблогом» в російськомовному інтернеті..
У квітні 2016 в інтерв'ю виданню Obozrevatel творець мультсеріалу Павєл Мунтян заявив що він разом з командою зі студії Toonbox переїхали працювати в Кіпр.

## Озвучення українською
2011 бонусна серія серіалу для Трансперсонального Конгресу 2010 під назвою «Шлях — це я» була озвучена українською мовою аматором-фанатом. Згодом це відео було вилучено Youtube через претензії щодо авторського права від виробника мультсеріалу Toonbox Ltd.
20 лютого 2018 року в Yotube з'явився офіційний україномовний канал "Mr. Freeman", а згодом також і на офіційному сайті з'явився розділ "Українська", де розміщуються посилання на україномовний Youtube-канал. Українською мультсеріал озвучино на київській студії звукозапису MART Sound Production за участі компанії MOLA group. Українською голос Містера Фрімена озвучив актор Олександр Погребняк, режисером дубляжу та перекладачем виступила Лідія Громовенко. Станом на 2020 рік на україномовному каналі вже є 21 з 23 доступних епізодів, на український канал вже підписалися майже 17 тис. користувачів, сумарна кількість переглядів всіх відео становить більше 400 тис. переглядів.

## Список епізодів
| № сезону   | № епізоду | Дата появи оригіналу | Опис серії українською                         | Дубляж українською | URL оригіналу рос. | URL укрдубляжу                   |
| ---------- | --------- | -------------------- | ---------------------------------------------- | ------------------ | ------------------ | -------------------------------- |
| 1-ий сезон | 00        | 21 вересня 2009      | А ти впевнений у тому, хто ти та що ти існуєш? | Так                | Part 00 на YouTube | Part 00 (UA official) на YouTube |
| 1-ий сезон | 64        | 6 жовтня 2009        | Будь-де та будь-коли...                        | Так                | Part 64 на YouTube | Part 64 (UA official) на YouTube |
| 1-ий сезон | 63        | 21 жовтня 2009       | Ти надто білявка!                              | Так                | Part 63 на YouTube | Part 63 (UA official) на YouTube |
| 1-ий сезон | 03        | 17 листопада 2009    | Продамся дорого                                | Так                | Part 03 на YouTube | Part 03 (UA official) на YouTube |
| 1-ий сезон | 04        | 20 грудня 2009       | “Розмножуйтеся, корови, життя коротке” © ГГМ   | Так                | Part 04 на YouTube | Part 04 (UA official) на YouTube |
| 1-ий сезон | 05        | 30 грудня 2009       | Новий рік?                                     | Так                | Part 05 на YouTube | Part 05 (UA official) на YouTube |
| 1-ий сезон | 06        | 15 лютого 2010       | Займенник Я пишеться з великої літери!         | Так                | Part 06 на YouTube | Part 06 (UA official) на YouTube |
| 1-ий сезон | 58        | 27 лютого 2010       | Що трапилося з твоєю мрією?                    | Так                | Part 58 на YouTube | Part 58 (UA official) на YouTube |
| 1-ий сезон | 57        | 22 березня 2010      | Що становлять твої знання?                     | Так                | Part 57 на YouTube | Part 57 (UA official) на YouTube |
| 1-ий сезон | 49        | 30 березня 2010      | Глибоке занурення. Тож почнемо...              | Так                | Part 49 на YouTube | Part 49 (UA official) на YouTube |
| 1-ий сезон | 24        | 7 липня 2010         | Що є ваш бог?                                  | Так                | Part 24 на YouTube | Part 24 (UA official) на YouTube |
| 1-ий сезон | 32        | 20 вересня 2010      | Раз на тисячу років                            | Так                | Part 32 на YouTube | Part 32 (UA official) на YouTube |
| 1-ий сезон | 40        | 11 січня 2011        | Вітаю, соціально шизофреніє!                   | Так                | Part 40 на YouTube | Part 40 (UA official) на YouTube |
| 1-ий сезон | 48        | 31 січня 2011        | Я?                                             | Так                | Part 48 на YouTube | Part 48 (UA official) на YouTube |
| 1-ий сезон | 09        | 28 червня 2011       | Й що?                                          | Так                | Part 09 на YouTube | Part 09 (UA official) на YouTube |
| 1-ий сезон | 01        | 11 жовтня 2011       | Відкритий лист Президенту                      | Так                | Part 01 на YouTube | Part 01 (UA official) на YouTube |
| 1-ий сезон | 02        | 10 листопада 2011    | А ти гравець?                                  | Так                | Part 02 на YouTube | Part 02 (UA official) на YouTube |
| 1-ий сезон | 62        | 6 березня 2012       | Вороття немає!                                 | Так                | Part 62 на YouTube | Part 62 (UA official) на YouTube |
| 1-ий сезон | 61        | 16 серпня 2012       | Мантра: Чорний Бог та Білий Бог                | Так                | Part 61 на YouTube | Part 61 (UA official) на YouTube |
| 2-ий сезон | 60        | 3 червня 2014        | Купівельна спроможність                        | Так                | Part 60 на YouTube | Part 60 (UA official) на YouTube |
| 2-ий сезон | 59        | 18 травня 2017       | Сумління                                       | Так                | Part 59 на YouTube | Part 59 (UA official) на YouTube |
| 2-ий сезон | 07        | 14 березня 2018      | Ода                                            | Ні                 | Part 07 на YouTube |                                  |
| 2-ий сезон | 08        | 16 серпня 2019       | Ганьбити мене кумедно та безпечно!             | Ні                 | Part 08 на YouTube |                                  |

## Перемоги на конкурсах
- 15 квітня 2010 року в Берліні на міжнародному конкурсі блогів The Best of Blogs щоденник "Містер Фрімен" було визнано "Найкращим відеоблогом".[11]

## Переклад
Офіційно запущено канали з роликами мультсеріалу англійською, українською, іспанською, албанською та італійською мовами.
З березня 2023 року триває робота над створенням каналів німецькою, французькою, бразильською, бразильською португальською, латиноамериканською, іспанською, корейською та грузинською мовами.